# Noordelijk Territorium
Het Noordelijk Territorium (Engels: Northern Territory) is een territorium van Australië dat bestaat uit het oorspronkelijk noordelijke gedeelte van de deelstaat Zuid-Australië. Dit wordt echter weer door de deelstaat West-Australië, als erfgenaam van Nieuw-Holland, bestreden. Het is thans een gebied met beperkt zelfbestuur, heeft een oppervlakte van 1.349.129 km² en een kwart miljoen inwoners. De bevolkingsdichtheid is met één inwoner op vijf vierkante kilometer extreem laag. De hoofdstad is Darwin, de noordelijkst gelegen stad van het land.
The Territory, zoals het in Australië bekend is, heeft het imago van een groot natuurgebied en de weinige inwoners zien zichzelf graag beschreven als stoere, geharde natuurmensen. Twee van de meest bezochte natuurgebieden in Australië liggen in het Noordelijk Territorium: het tropische Nationaal park Kakadu in het noorden en het wereldberoemde Nationaal park Uluṟu-Kata Tjuṯa in het zuiden (Uluṟu stond vroeger bekend als Ayers Rock). Verder herbergt de provincie ook nog het wonderlijke Devils Marbles Conservation Reserve.
Het grootste gedeelte van de Simpsonwoestijn ligt in de zuidoostelijke hoek, terwijl de Tanamiwoestijn in het westen ligt. Het MacDonnellgebergte strekt zich ten oosten en ten westen van Alice Springs uit. Arnhemland, een groot gebied dat aan de aboriginalbevolking toebehoort, ligt in het noorden van het territorium, en het Barklyplateau in het noordoosten.
Het hele Noordelijk Territorium telt maar twee steden: Darwin en Palmerston. Andere plaatsen zijn Alice Springs, Katherine, Tennant Creek en Jabiru.

## Bevolking
In het Noordelijk Territorium woont slechts 1% van de totale bevolking van Australië, waarvan meer dan de helft in de hoofdstad Darwin.
De bewoners zijn de jongste van Australië met een mediaanleeftijd van 31 jaar. 32,5 % zijn Aboriginals.
| Rang | District      | Bevolking 2008–2009 |
| ---- | ------------- | ------------------- |
| 1    | Darwin        | 124.760             |
| 2    | Palmerston    | 30.005              |
| 3    | Alice Springs | 27.877              |
| 4    | Katherine     | 10.095              |
| 5    | Nhulunbuy     | 5.001               |
| 6    | Tennant Creek | 3.558               |
| 7    | Wadeye        | 2.394               |
| 8    | Jabiru        | 1.327               |
| 9    | Yulara        | 1.205               |